# Pstruží
Pstruží (německy Pstruschi) je obec v okrese Frýdek-Místek v Moravskoslezském kraji. Žije zde přibližně 1 100 obyvatel. Obec se nachází na východním svahu Ondřejníku. Na jeho vrcholu pramení celkem pět potoků, které obcí protékají a vlévají se do řeky Ostravice.

## Název
Název obce je odvozen od pstruhů, (podle pstruhů by však tento název být nemohl, protože místní líhně vznikly v roce 1945, což je později než založení obce.) kteří obývali místní potoky. Mezi lidmi však koluje i příběh o krásné Růženě a jejím milém Jurášovi. Ten za ní docházel tajně, vždy v noci a zvolával: „PST-RŮŽI“. Od tohoto zvolání měl být následně zvolen název obce.

## Historie
První písemná zmínka o obci pochází z roku 1581. Obec je uvedena v registrech hukvaldského panství, pod které obec v této době spadá, jako povinná odvádět desátky. Na pečetidle z roku 1785 je zobrazen kozel na skále. Dle záznamu v kroměřížském archívu z roku 1833 dobývala se ve Pstruží železná ruda. Toto dolování však muselo být jen dočasné, neboť v zápisech z roku 1838 - největšího rozkvětu ve frýdlantských železárnách se píše, že asi 500 horníků doluje železnou rudu ve štolách, ovšem o Pstruží tam není již žádná zmínka. V obci byla roku 1834 založena smaltovna na nádobí, která byla v provozu až do závěru 19. století. Škola v obci byla otevřena v roce 1898, a dodnes funguje jako pětitřídka. K místním rodákům patří akademičtí malíři Jaromír Fajkus a Karel Myslikovjan.

## Obyvatelstvo
| Rok            | 1869 | 1880 | 1890 | 1900 | 1910 | 1921 | 1930 | 1950 | 1961 | 1970 | 1980 | 1991 | 2001 | 2011 | 2021  |
| -------------- | ---- | ---- | ---- | ---- | ---- | ---- | ---- | ---- | ---- | ---- | ---- | ---- | ---- | ---- | ----- |
| Počet obyvatel | 647  | 685  | 679  | 708  | 810  | 734  | 789  | 688  | 788  | 722  | 698  | 644  | 705  | 866  | 1 020 |
| Počet domů     | 79   | 92   | 103  | 110  | 111  | 119  | 133  | 154  | 180  | 192  | 197  | 221  | 247  | 287  | 385   |

Věková struktura obyvatel obce Pstruží roku 2011

## Obecní správa
Mezi lety 1869–1979 Pstruží bylo obcí v okrese Místek (1869–1930), poté v okrese Frenštát pod Radhoštěm (1950) a později v okrese Frýdek-Místek. Od 1. ledna 1980 do 23. listopadu 1990 patřilo jako část města k Frýdlantu nad Ostravicí a od 24. listopadu 1990 je opět samostatnou obcí.

### Obecní symboly
Znak a vlajka byly obci uděleny rozhodnutím předsedy Poslanecké sněmovny Parlamentu České republiky dne 17. října 1997.

## Doprava
Pstružím vede po celé délce obce silnice III/48314, která začíná na rozcestí s Metylovicemi, a je ukončena nedaleko osady Nová Dědina. Souběžně se silnicí je vedena cyklotrasa 6007. Pravidelně zajíždí do obce autobusová linka 346 z Frýdlantu nad Ostravicí, obyvatelům obce slouží sedm autobusových zastávek. Okrajem obce je vedena železniční trať 323 Ostrava-Valašské Meziříčí, obec na této trati však nemá žádné nástupiště. 
Severní částí obce (pod úpatím Ondřejníku), je vedena naučná stezka a dvě turisticky značené trasy, které však nejsou vedeny do centra obce, ani se nepřibližují obecní zástavbě.